# 花小路ゆみ
花小路 ゆみ（はなこうじ ゆみ、?年11月7日-）は、日本の漫画家。千葉県出身。星野小麦としても活躍している。
また旧ペンネームに東山由美、花小路小町（作画担当）がある。

## 来歴
聖徳栄養短期大学を卒業後、一般企業に就職しプログラマーとなり、趣味で同人活動を行う。
会社を辞め、持ち込みを行っていた東京三世社から、カットやイラストの仕事を受ける。この頃のペンネームは戸渡海（とわたり うみ）であった。
高校時代の友人の代理で、レディースコミックを手掛ける漫画家北川玲子のアシスタントを勤め、北川から笠倉出版の編集長に紹介され『ミステリーLa・comic』（笠倉出版）に「シークレット・メモリー」が掲載され、漫画家デビュー。ペンネームは東山由美（ひがしやま ゆみ）であった。以後、笠倉出版の雑誌や『BE・LOVEミステリー』（講談社）に読み切りが数作掲載される。 
講談社への持ち込み時に知り合った2人と共に共同制作を始め、1990年に『BE・LOVE』（講談社）で初の連載となる「烈風KOMACHI」（東山由美名義）が1990年2号から1990年10号まで掲載される。連載中に笠倉出版からの執筆依頼があり、講談社の編集者の言により、ペンネームを花小路小町（はなこうじ こまち）として、『ミステリーLa・comic』（笠倉出版）1990年6月号掲載の「かかとの高いハイヒール」で再デビューする。この作風が受け、以後、花小路小町への依頼が増えたため、東山由美名義での活動は自然消滅していった。花小路小町として青年誌『コミックバンバン』（徳間書店）に「セクレタリー」（原作伊月慶悟）を1990年8月号から同年12月号まで連載。以後、『COLLET』（秋田書店）1993年8月号から1997年1月号に「牝の牙・死んでもらいます」（雑誌掲載時は「死んでもらいます」）といった連載や読切を精力的に発表する。
1998年、『コミックアルファ』（メディアファクトリー）に「薬膳仙女マダム明」（原作楊愛蓮）の連載を開始。以後、青年誌での連載が増え、また原作付きの連載も増えるが、グループ間での方向性の違いから、2002年に「東京カルメン」連載中に花小路小町は解散となる。「東京カルメン」は6回までは花小路小町名義、7回目以降は鍋島雅治を原作者に迎えて花小路ゆみ名義での執筆となっている。なお、花小路小町の他のメンバーは花小路美女名義で活動を行っている。
花小路ゆみ名義での活動を続ける傍ら、2004年には『ヤングチャンピオン』（秋田書店）で「キューティーハニーSEED」（原作永井豪）で星野小麦として再々デビューも行っている。
2010年から『週刊漫画サンデー』で連載された『女神たちの二重奏』はコミックス化はされなかったものの、漫画配信サービスのまんが王国にて電子書籍版の配信が行われた。『女神たちの二重奏』は、2014年に単行本換算で10万部が売れ、まんが王国の2014年下半期売り上げランキングで1位となり、2015年1月26日には単行本が出版されることになった。

## 連載作品

### 東山由美
- 烈風KOMACHI - 『BE・LOVE』（講談社）

### 花小路小町
- セクレタリー 『コミックバンバン』（徳間書店）、1990年8月号から同年12月号、原作:伊月慶悟
- 死んでもらいます 『COLLET』（秋田書店）、1993年8月号から1997年1月号（コミックスは『牝の牙・死んでもらいます』）
- クラッシュタウン 『La・comic』（笠倉出版）、1994年1月号から1994年6月号
- リバーサイドハイツ 『Himeスペシャル』（青葉出版）、1994年5月号から1995年5月号
- 劇的警察-ドラマチック・ポリス- 『La・comic』（笠倉出版）、1994年7月号から1995年8月号
  - 続編の読切「劇的警察-リピート」（1996年）、「劇的警察-ストーカー」 （1996年）、「劇的警察-嘲笑」（2000年）も同誌に掲載されている。
- 危いことほど金になる 『Colletミステリー』（秋田書店）、1995年9月号から1997年1月号
- リリコという女 『ティラミス』（スポーツアイ）、1996年6月号から1997年6月号
- 迷宮の女たち 『Hime』（青葉出版）、1997年1月号から1997年11月号
- W（ダブル） 『Collet』（秋田書店）、1997年1月号から2000年3月号
- 新・死んでもらいます 『COLLETミステリー』（秋田書店）、1997年3月号から2000年11月号（コミックスは『牝の牙・死んでもらいます』）
- 制服MAX 『ヤングチャンピオン』（秋田書店）1997年4号から1997年9号
- 花小路ミニシアター 『ティラミス』（スポーツアイ）、1997年8月号から1999年3月号
- 薬膳仙女マダム明 『コミックアルファ』（メディアファクトリー）、1998年4/7号から1999年8月号、原作:楊愛蓮
- 時空仙女マダム明 『コミックフラッパー』（メディアファクトリー）、1999年12月号から2000年4月号、原作:楊愛蓮
- 電光石火 『Himeスペシャル』（青葉出版）、1998.5月号から1999年3月号、1999年8月号
- エンゼル 『ティラミスEVA』（スポーツアイ）、1999年4月号から1999年9月号
- 危険な悪女 『週刊漫画TIMES』（芳文社）、2000年4/21号から2000年11/10号
- カリスマ 『週刊漫画TIMES』（芳文社）、2001年5/11号から2002年3/1号、原作:来賀友志

### 花小路小町→花小路ゆみ
連載中に花小路小町が解散となり、執筆名義が変更となっている。
- 東京カルメン 『週刊漫画ゴラク（日本文芸社）、2001年5月から2003年2月、原作:鍋島雅治（執筆名義変更後）
- 芸能プロデューサー摩莉亜 『別冊漫画ゴラク』（日本文芸社）、2002年5/1日号から2003年11/19日号、原作:響京介

### 花小路ゆみ
- 哀夫人〜華は乱れて〜 『週刊漫画ゴラク』（日本文芸社）、2003年5月16日号から2004年4月16日号、原作:朝倉達彦
- 顔のない悪魔 『週刊漫画ゴラク』（日本文芸社）、2003年3月14日号から2003年4月11日号、原作:朝倉達彦
- 風水探偵 美龍-メイロン- 『別冊漫画ゴラク』（日本文芸社）、2003年12/17号から2004年8/18号、原作:鍋島雅治
- 七色小町ゴージャス派 『漫画大衆デラックス』（双葉社）、2003年4/17号から2004年3月号、原作:峰たかあき
- 名探偵マダム・ホームズ 『週刊漫画サンデー』（実業之日本社）、2005年5/3号から2005年12/20号、原作:鍋島雅治
- ジゴクラク 『週刊漫画TIMES』（芳文社）、2005年1月7・14日号から2005年4月22日号、原作:森巣博、脚色:加藤橋二
- スモールワールド 『コミックチャージ』（角川書店）、2007年第4号から第7号、第9号から第12号、原作:サタミシュウ、脚本:松本ひなつ
原作小説が『私の奴隷になりなさい』として映画化された際に、同様に改題し表紙写真を映画主演の壇蜜としたコミックが再版された。
- 歌舞伎町弁護人 凛花 『週刊漫画サンデー』（実業之日本社）、2007年1/23号から2008年5/13・20号、原作:松田康志
- イヴ 『週刊漫画サンデー』（実業之日本社）、2008年6/10号から2009年11/17号、原作:鍋島雅治
- 聖女のつぐない 『漫画サンデーWeb』（実業之日本社）、2009年11月から2011年11月
コミックス化にあたり、『監禁の美聖女』に改題
- 女神たちの二重奏 『週刊漫画サンデー』（実業之日本社）、2010年4/13号から2012年6/12号
- 美女斬り御免!!!大江戸だるま剣 『プレイコミック』（秋田書店）、2013年9月号から2014年9月号（休刊）、原作:鳴海丈
- 美女斬り御免!!!〜仇討ち女剣士篇〜 『コミック乱ツインズ』（リイド社）、2015年4月号、原作:鳴海丈[3]

### 星野小麦
- キューティーハニーSEED 『ヤングチャンピオン』（秋田書店）、2004年14号から2006年5号、原作:永井豪、コスチュームデザイン:志乃かをり
- パセリ 『コミック・ガンボ』（株式会社デジマ）、2007年第45号から2007年第48号（休刊）
  - テレビドラマ『パセリ』のコミカライズ。